# راوية جرجورة بربارة
راوية جرجورة بربارة هي كاتبة وأديبة فلسطينية من مواليد مدينة الناصرة وتعمل كمفتشة مركّزة للّغة العربيّة في وزارة التربية والتعليم في إسرائيل.

## حياتها الشخصية
ولدت الكاتبة راوية جرجورة بربارة في مدينة الناصرة في 27 نوفمبر 1969 لعائلة نصراوية. تزوجت وانتقلت للسكن مع عائلتها في قرية أبو سنان في الجليل الغربي من البلاد.

## دراستها
أنهت دراستها الثانوية في المدرسة الإكليريكية ثانوية القديس يوسف (المطران) في الناصرة سنة 1987. في سنة 1994 أنهت البكالوريوس في اللغة العربية وفي التربية وطرائق التعليم في جامعة حيفا. في سنة 2004حصلت على الماجستير بامتياز من كلية الآداب، قسم اللغة العربية في جامعة حيفا. وقد حصلت على الدكتوراه في الأدب العربي في رسالة أعدّتها حول «الشعر الفاطمي بين المعاني الدنيوية والعقائدية» بإرشاد بروفسور جورج قنازع وبروفسور إبراهيم جريس في جامعة حيفا سنة 2011.
تسكن راوية جرجورة بربارة حاليا مع عائلتها في قرية أبو سنان في الجليل الغربي من البلاد. 
تشغل راوية بربارة اليوم منصب المفتّشة المركّزة للّغة العربيّة في وزارة التربية والتعليم الإسرائيليّة، كما وتشرف على مضامين ومناهج الأدب العربي للمرحلة فوق الابتدائيّة في مركز تخطيط وتطوير المناهج. عملت محاضرة في جامعة حيفا، وحتّى اليوم هي محاضرة في كلية أورنيم.

## حياتها العملية
عملت محاضِرة للّغة العربيّة في كلية الجليل الغربي بمشروع من اليونسكو لتعليم اللّغة العربيّة لغير الناطقين بها، ومرشدة للغة العربية في المدارس الثانويّة في الوسط الدرزيّ ومعلمة للّغة العربية في المدرسة الشاملة المرحلة الثانوية في قريتها أبو سنان ومحاضرة في دورات استكمال المعلمين. وأيضا عملت مركّزة الإرشاد للغة العربية للمرحلة الابتدائية والإعدادية في لواء الشمال. 
شاركت في تقديم أوراق علمية وأدبية في العديد من المؤتمرات، ولها العديد من الدراسات والمقالات الأدبية والنقدية.
تتقن راوية بربارة 6 لغات: العربية، العبرية، الإنجليزية، الألمانية، البلغارية والسريانية القديمة.
حصلت راوية بربارة على جائزة «الإبداع» من وزارة الثقافة والرياضة الإسرائيلية عن القصة القصيرة للعام 2009 وجائزة شخصية العام 2014 في مجال الكتابة.
عضو الهيئة الإداريّة في جمعيّة محمود درويش.
عضو الهيئة الإداريّة المصغّرة في «مكتوب» مجموعة مترجمي الأدب العربيّ إلى العبريّة.
تُرجمتْ بعض أعمالها للإنجليزية.
قصص نُشِرت بالإنجليزيّة، ترجمة د. جمال أسدي، في كتابه:
Loud Sounds from the Holy Land: Short Fiction by Palestinian Women- Edited and Translated by Jamal Assadi- With Assistance from Martha Moody

## إصداراتها
- «قراءة مغايرة في ديوان الشاعر الفاطمي الأمير تميم بن المعزّ لدين الله الفاطمي»، جامعة حيفا 2004.
- «شقائق الأسيل»، مجموعة قصصيّة، مكتبة كلّ شيء ودار بيسان، حيفا-القاهرة، 2007.
- «خطيئة النرجس»، مجموعة قصصيّة، دار الهدى، كفر قرع، 2009.
- «من مشيئة جسد»، مجموعة قصصيّة، دار الهدى، كفر قرع، 2008.
- «جمرة لا تخبو»، قصّة للمرحلتين الإعدادية والثانوية، سلسلة أغصان الزيتون، حيفا، 2009.
- «صهيل الناي»، قصّة للمرحلتين الإعدادية والثانوية، سلسلة أغصان الزيتون، حيفا، 2009.
- «مع التيّار»، قصّة أطفال، مركز تخطيط وتطوير المناهج، القدس، 2009.
- الشّعر الفاطميّ بين المعاني العقائديّة والدنيويّة. مجمع القاسميّ للّغة العربيّة وآدابها، باقة الغربيّة، 2013.
- أناشيد لرياض الأطفال لتعلّم العربيّة 2007-2008، وزارة التربية والتعليم في إسرائيل.
- الرواية «لا أريد أن أعتاد عليك»، 2020.
- تحرير كتاب «بلسان مبتورة»، تحرير سبعين قصّة قصيرة محليّة، 2020

## منشورات
1.   راوية بربارة، مجلّة «هو» للأدب العبريّ، محرّرة قسم القصّة القصيرة المترجمة من العربيّة للعبريّة، نيسان 2018.
2.    راوية بربارة، نبيل طنّوس. حينَ تجدُ لبيتِكَ بابًا، يكون مفتاحه في القصيدة الضائعة، قراءة وترجمة لقصيدة ضائعة من دواوين درويش. مجلّة «دارنا»، دوريّة علميّة محكّمة، الكليّة الأكاديميّة العربيّة، عدد 45، كانون الأوّل 2017.
3.    راوية بربارة، «نون النسوة وفوّهة الاعتراف»، قصّة قصيرة، الترجمة للعبريّة يهودا شنهاف شهرباني، صورة جماعيّة، الأدب الإسرائيليّ في القرن ال 21، أنتولوجيا. منشورات كرمل- القدس، 2017. 
4.   راوية بربارة، «لغة الأجساد الصغيرة»، قصّة قصيرة، الترجمة للعبريّة بروريا هيرفيتش، جريدة 77، صيف 2017.
5.   راوية بربارة، «نون النسوة وفوّهة الاعتراف»، قصّة قصيرة، الترجمة للعبريّة يهودا شنهاف شهرباني، مجلة «غرانطة»، ج.5. لغات أجنبيّة، مجلة للأدب المحليّ والعالميّ، جامعة كامبردج، كانون الثاني 2016.
6.   راوية بربارة، كيف غيّرت الرحلة مسارها وأخذتنا نحو أماكن محظورة؟، كتاب الرحلة، مجمع القاسميّ، 2016.
7.    راوية بربارة، نبيل طنّوس. فدوى طوقان بين الأصل والترجمة، بين العبريّة والعربيّة. مجلة دارنا، الكليّة الأكاديميّة العربيّة، عدد 43، حيفا، 2016.
8.   راوية بربارة، رائحة الهال مع القهوة، أعشقٌ يكون؟ قصيدتان، بالعربيّة وبالعبريّة ترجمة نبيل طنّوس، مجلة «كاف نطوي»، ج.15.  ص. 128-131، كليّة أورانيم. أيّار 2015.
9.   راوية بربارة. الموازاة والموازنة في نقد إبراهيم طه بين قطبي الكيفيّة والرسالة، موسوعة أبحاث ودراسات في الأدب الفلسطينيّ الحديث، الفكر والنقد الأدبيّ، أ، ج. 7. ص. 67، مجمع القاسميّ للّغة العربيّة وآدابها، باقة الغربيّة 2014.
10.    راوية بربارة، نبيه منبّه الحركة الثقافيّة الأدبيّة المحليّة، مجلة دارنا، الكليّة الأكاديميّة العربيّة، حيفا، 2013.
11.    راوية بربارة. المدارس ثنائيّة اللّغة، تجربة نامية. دراسات، الناصرة، 2013.
12.    راوية بربارة. نبشُ ثنائيّات الوجود في رباعيّات لم يكتبها الخيّام، شكيب جهشان، دراسات عن الشاعر، دراسات، الناصرة، 2013.
13.    راوية بربارة.  الشّعر الفاطميّ بين المعاني العقائديّة والدنيويّة. مجمع القاسميّ للّغة العربيّة وآدابها، باقة الغربيّة، 2013.
14.    راوية بربارة. ملامح المرأة في أدب محمّد نفّاع، «عاشق المرأة الأرض»، في مجموعته «التفاحة النهريّة»، الغد الجديد، عدد 15, كانون الأوّل 2012, ص. 80-74.
15.    راوية بربارة. الشّعر الفاطميّ بين المعاني العقائديّة والدنيويّة. أطروحة الدكتوراة بإرشاد بروفسور جورج قنازع، وبروفسور إبراهيم جريس، 2011.
16.    راوية بربارة. حين يسافر الشّوق عبر خبايا التناص القرويّ، دراسة في أدب سلمان فرّاج، مجمع الشعراء الفلسطينيين- ج. 2، مجمع القاسميّ للّغة العربيّة وآدابها، باقة الغربيّة 2012.
17.    راوية بربارة. «قراءة مغايرة في ديوان الشاعر الأمير تميم بن المعزّ الفاطميّ»، أطروحة ماجستير، جامعة حيفا،  2005.
18.    راوية بربارة. «قراءة مغايرة في ديوان الشاعر الأمير تميم بن المعزّ الفاطميّ». الكرمل، أبحاث في اللّغة والأدب- العدد 24-25. جامعة حيفا 2004-2005. ص. 9-41.
19.    راوية بربارة،  التّناصّ وقُدْرَة النصّ الحداثيّ على التواصل، قراءة في قصَّة «يسوع يبحثُ عن حوارييه» للكاتب سلمان فرّاج. مواقف، 66-67, ص. 46-67. جامعة حيفا، 2001.

## مقالات وقصص أدبيّة
-      الأنوات التي خلقت ذئاب مجتمعيّة، قراءة في كتاب «ذئب الله» للأديب جهاد أبو حشيش، دار فضاءات، الأردن 2017. جريدة الاتّحاد 22-03-2018
-      قصّة «كيوي»، قصّة قصيرة. جريدة الاتّحاد، 03-02-2018
-      قصّة «اتركوه نائمًا»، قصّة قصيرة. جريدة الاتّحاد، 13-01-2018
-      سيرة شعبٍ لم تخرج من قمباز غوغول، قراءة في كتاب «نوم الغزلان» للأديب محمّد علي طه، جريدة الاتّحاد 16-11-2017
-      قراءة في مزامير إسراطينيّة، للشاعر كمال إغباريّة، جريدة الاتّحاد 11-2017
-      صار يا ما صار- قراءة في خربشات مرتّبة، سِمات الحداثة في مجموعة «طواف»- كلارا سروجي شجراوي. جريدة الاتّحاد، تشرين الأوّل 05-11-2017.
-      قصّة «استدار الوقت»، قصّة قصيرة. جريدة الاتّحاد، 2017-08-25
-      الكتابة فعل استعادةٍ للكرامة المسلوبة: قراءة في ديوان «أنا لا أحبّك أنت» لإلهام دعبول. جريدة الاتّحاد 2017-10-20
-      تناسل القصائد والاتّكاء على التناصّ في «أنا والبحر» ديوان حسام مصالحة، جريدة الاتّحاد، 2017-10-06
-      فتّح الورد يا أمل، احتفاءً بالفنّانة أمل مرقس. جريدة الاتّحاد، 2017-08-30 .
-      سميح البعل الفلسطينيّ، مقالة في أدب سميح القاسم. جريدة الاتّحاد، 2017-08-18.
-      نجونا من الموت حبًّا في قصائدك، قراءة في شعر محمود درويش. جريدة الاتّحاد، 2017-08-13.
-      من أطلال امرئ القيس وحتّى منارة الأعفم، قراءة في رواية «نجمة النمر الأبيض» محمّد هيبي. الاتّحاد، 2017-06-02.
-      "قراءة في رواية "الموتى لا ينتحرون" لسامح خضر، جريدة الاتّحاد، 2016.
-      «دور التضادّ في بناء معمار الرواية»، قراءة في كتاب «راكب الريح» يحيى يخلف، جريدة الاتّحاد، 12-11-2016.
-      «ما الذي جعل شعر يحيى يستفزّ ويصهل؟» قراءة في ديواني شعر ليحيى عطا الله، جريدة الاتّحاد، 28-10-2016.
-      «ليس بالحبّ وحده تحيا الأوطان»، قراءة في كتابين لفتحي فوراني، جريدة الاتّحاد، 2016.
-      «وأقول شعرًا لا لكي تصلوا إلى حيفا، ولكن كي تروْها»، لكِ يا منازل في القصيد منازل، حيفا في شعر أحمد حسين، الغد الجديد، 2015.
-      مفاتيح للحكاية تفضّ أبواب الذاكرة الموصدة، قراءة في ديوان «مفاتيح للحكاية» مسعود حمدان، جريدة الاتّحاد، 05-04-2014.
-      حلاوة العسلِ البريّ ومرارةُ الطرح القصصي، ّقراءة في المجموعة القصصية «العسل البريّ» لمحمّد علي طه،  الاتّحاد، 05-10-2013.
-      سلمانُ ناطورُ الضّمائر المنفصلة في المجتمع: المفارقات النصيّة في رواية «أنا، هي والخريف»، 04_01-2013.
-      دراسة في رواية «زمن الخيول البيضاء» للكاتب الشّاعر :إبراهيم نصر الله، جريدة الاتّحاد، 2008.

## منح وجوائز
-      منحة متفوّقة العميد للّقب الثاني، جامعة حيفا.
-      منحة نساء عربيّات متفوّقات من المركز اليهوديّ –العربيّ في جامعة حيفا.
-      منحة محمود درويش، مجمع اللّغة العربيّة.
-      حاصلة على جائزة الإبداع عام 2009 من وزارة الثقافة والرياضة الإسرائيلية.   
-      حاصلة على شخصيّة العام 2014 في مجال الكتابة.

## مؤتمرات
1. 26-04-2018 Reminiscent from the Ottoman Empire to Turkish Republic. International Symposium. Social life in Palestine under Ottoman rule, according to the novel  "The Time of White Horses" by the Palestinian writer Ibrahim Nasrallah. Adnan Menderes University. Aydin. Turkey  
2.     26-02-2018 جامعة حيفا، المدرسة للفنون، الإبداع العربيّ الفلسطينيّ، فنّ، موسيقى، مسرح. صوت الكلمة وجرْسُها في الإبداع الفلسطينيّ المترجَم بين العربيّة والعبريّة. حيفا.
3.     09-07-2017 ICLC 2017: 19th international conference on Learning and Change: The pioneering Model in Teaching Arabic as a Mother Tongue through Modern innovative Strategies. Rima Abu Jaber _ Rawya Burbara PRAGUE,CZECH REPUBLIC
4.   2017_04_16، ICAIS 2017: 19th international conference on Arabic and Islamic studies. A fine string between weaving the text and patching it :reading beyond the hidden symbols and antithetical relationships in the classical and modern Arabic poetry. Rima Abu Jaber – Rawya Burbara Lisbon, Portugal
5.    22-03-2017، يوم ال TEC العالميّ المحوسب، وزارة التربية والتعليم-السكرتارية التربويّة، وكليّة سمينار الكيبوتسات ومعهد «موفيت»- هيّا نتواصل-سرد القصص. افتتاح جلسة «حفلات زواج جدّتي» ومشروع نفق الزمان، TEC4Schoos.
6.   2017-03-18، مجمع القاسميّ للّغة العربيّة، المؤتمر الدوليّ. المدينة في الأدب الفلسطينيّ، الناصرة في أدب فتحي فوراني. 
7.   08-03-2017، جامعة حيفا، مركز مساواة، المركز اليهوديّ- العربيّ، مؤتمر «حكاية لم تنته بعد»، «سلمان» ناطور الضمائر المنفصلة في المجتمع، المفارقات النصيّة في رواية «أنا هي والخريف». حيفا.
8.   05-03-2017، جامعة حيفا، نافذة على الباحثات العربيّات 3، أنا إنسان متنوّر- المهارات المطلوبة في القرن ال-21. المركز اليهوديّ-العربيّ، حيفا.
9.   11-01-2017، جامعة حيفا، Outcast voices, Reflections on the marginalized, the exiled and the secondary in classical and modern Arabic culture. The department of Arabic language and literature .University of Haifa,   شعر التحامق في العصر الفاطميّ.  
10.                      23-05-2016، كليّة كي، دمج البيداغوجيا الرقميّة في تعليم اللّغة العربيّة، قسم اللّغة العربيّة وآدابها.
11.                      21-05-2016، جامعة حيفا، نافذة على الباحثات العربيّات2، حين يقعقع الكعب العالي وتلوّنُ الأظافر الطويلة، لماذا تكتب المرأة؟ المركز اليهوديّ- العربيّ، حيفا.
12.                      2016-05-16، جامعة حيفا، الإبداع الفلسطينيّ، حين ينطق الحجر ونسمع وشوشات النصّورة، قسم اللّغة العربيّة وآدابها، وقسم الفنون، حيفا.
13.                      19-03-2016، مجمع القاسميّ للّغة العربيّة، المؤتمر الدوليّ  Manifestations of Travel in Spaces of Arabic Literature and Islamic Culture, كيف غيّرت الرحلة مسارها وأخذَتْنا نحو مواقع محظورة؟ .
14.          14-01-2016، صندوق إبراهيم، نعمت، المركز للإدارة والسياسات الجماهيريّة، المدرسة للعلوم السياسيّة، جامعة حيفا.  الجندر والتربية والإدارة العامّة، قضايا في الإدارة العامّة، جامعة حيفا.
15.          01-07-2015، المؤتمر الدوليّ،Gordon College; Haifa;  Education for the 21 st century: multiculturalism children's rights and global citizenship. Do It,   «المعلّم الجوجليّ في زمن العولمة، ثورة في تعليم اللّغة العربيّةI don’t need a teacher, I have google»
16.                      05-05-2015، جامعة حيفا ومعهد فان لير وجمعية «سيكوي»، حيفا في العبريّة حيفا في العربيّة، حيفا في أدب أحمد حسين.
17.                      29-04-2015، جامعة بار إيلان، نقرأ الغبار ونزعزع المدى، كأنّه حَبٌّ فلفلِ، تنظيف النصّ الأدبيّ من غبار النمطيّة، محمود درويش نموذجًا.
18.                      11-11-2014، جامعة حيفا، نافذة على الباحثات العربيّات، دمج إستراتيجيّات التفكير العليا في التعليم. المركز اليهوديّ العربيّ.
19.                      08-05-2014، الجامعة الأردنيّة، المؤتمر الدوليّ للأدب الفلسطينيّ، قراءات أدبيّة  شخصيّة.
20.                      28-04-2014، جمعيّة نيسان، المؤتمر الدوليّ للشعر، قراءات شعريّة شخصيّة.
21.                      11-01-2014، مجمع القاسميّ للّغة العربيّة. النحو العربيّ بين النظريّة والتطبيق. رؤيا مغايرة في تعليم اللّغة العربيّة.
22.                      04-07-2013، الجمعيّة الإسرائيليّة للتنوّر واللّغة، المؤتمر السابع، التنوّر واللّغة، تأثير الحيّز ثنائيّ الّلغة على التنوّر اللّغويّ.
23.                      18-03-2013، كليّة أورانيم، يوم قسم اللغة العربيّة لذكرى د. حبيب بولس، إميل حبيبي مبدع القصّ الفلسطينيّ.
24.                      10-03-2013، جامعة حيفا، قسم اللّغة العربيّة وآدابها، نقاشات في الأدب والسياسة، والأدب النسويّ الفلسطينيّ، مشاركة في الدائرة الطاولة المستديرة حول الأدب النسويّ الفلسطينيّ.
25.                      08-11-2012، معهد فان لير، مؤتمر العربيّة لغة في عين العاصفة. هل يمكن تخيّل حيّز ثنائيّ اللّغة؟
26.                      17-05-2012، مؤتمر لذكرى بروفسور دافيد تسيمح، جامعة حيفا. الشعر الفاطميّ بين المعاني العاديّة والعقائديّة.
27.                      21-01-2012، مجمع القاسميّ للّغة العربيّة. مؤتمر الفنّ القصصيّ المحليّ، الوحي الأدبيّ.
28.                      2012، كليّة أورانيم، قسم اللّغة العربيّة وآدابها، يوم اللغة العربيّة، مؤتمر القصّة القصيرة والرواية، راوية بربارة والقصّ النسويّ.
29.                      2010، كليّة أورانيم، قسم اللّغة العربيّة وآدابها، يوم اللّغة العربيّة، القصّة القصيرة العربيّة المحليّة بين الأجيال.
30.                      19-05-2005، جامعة حيفا، مؤتمر لذكرى بروفسور دافيد تسيمح، قراءة مغايرة في ديوان الشاعر الأمير تميم بن المعزّ الفاطميّ.

## وصلات خارجية
ندوة عن أدب الكاتبة راوية بربارة